# Powrót żywych trupów
Powrót żywych trupów (ang. The Return of the Living Dead) – wyreżyserowany przez Dana O’Bannona amerykański horror filmowy z 1985 roku. Zdjęcia kręcono w Los Angeles. 
Obraz kontynuuje wątek przedstawiony w Nocy żywych trupów George’a Romero (1968). Sam film O’Bannona również uznawany jest za jeden z najważniejszych tego gatunku, przez wzgląd na swój przewrotny czarny humor, slapstickową formę oraz ścieżkę dźwiękową charakteryzującą się utworami popularnych death- i punkrockowych kapel.
Quentin Tarantino uznaje Powrót żywych trupów za jeden ze swoich ulubionych horrorów komediowych.

## Obsada
- Clu Gulager – Burt Wilson
- James Karen – Frank
- Don Calfa – Ernie Kaltenbrunner
- Thom Mathews – Freddy
- Beverly Randolph – Tina
- John Philbin – Chuck
- Jewel Shepard – Casey
- Miguel A. Núñez Jr. – Spider
- Brian Peck – Scuz
- Linnea Quigley – Trash
- Mark Venturini – Suicide

## Opis fabuły
Dwóch pracowników magazynu przypadkiem uwalnia z niegdyś znalezionej wojskowej beczki (z trupem w środku) trujący gaz, który zaraża ich samych i najbliższe otoczenie. Martwe ciała zaczynają ożywać. Wezwany właściciel magazynu spala ożywione ciała w krematorium pobliskiego domu pogrzebowego, gdzie pracuje jego przyjaciel. Tymczasem grupa młodzieży ucieka w przerażeniu z cmentarza, na którym urządzili sobie imprezę taneczną, gdy obserwują jak zwłoki wydostają się z grobów i zaczynają ich atakować. Znajdują schronienie tam, gdzie są zarażeni, czyli w domu pogrzebowym. Wszyscy barykadują się wewnątrz, gdyż ożywione trupy nacierają z niezwykłą szybkością i siłą. Okazuje się, że ich pożywieniem są ludzkie mózgi. Zaczyna się walka z czasem. Padający deszcz skroplił toksyczny gaz, a zwłoki powstają by zaspokoić swój głód.